# Anton Jolingbrug
De Anton Jolingbrug (brug 20) is een vaste brug in Amsterdam-Centrum.

## Brug
De brug vormt de verbinding tussen de Oude Leliestraat en de noordelijke kade van de Leliegracht. Ze overspant daarbij de Herengracht. De brug vormt een eenheid met brug 21.
Er ligt hier al eeuwen een brug. Balthasar Florisz. van Berckenrode tekende op zijn kaart uit 1625 de brug als welfbrug met vijf doorvaarten in de Lely Graft over de Heere Graft. De moderne geschiedenis van de brug begon in 1886. Door afnemend scheepvaartverkeer en toenemend verkeer over de brug bekeek de gemeente Amsterdam of de brug tegelijkertijd verlaagd en verbreed kon worden. De gemeente had te maken met een krap budget en extra gelden waren niet direct voorhanden. Als de brug zowel verlaagd als verbreed moet worden, dan kan het geld niet naar andere bruggen gaan die die aanpassingen wellicht meer nodig hebben. De verlaging en verbreding werd in gang gezet en in juli 1886 lagen er noodbruggen en is men bezig de bovenbouw te slopen. Tegelijk werd ook brug 21 verlaagd en verbreed. Begin 1887 is het project klaar. De brug gaat verder grotendeels ongewijzigd door het leven, in 1962 werd het brugdek vernieuwd in overleg met bruggenarchitect Dirk Sterenberg. Op 10 oktober 1995 werd de brug benoemd tot gemeentelijk monument. De brug ligt te midden van gemeentelijke en rijksmonumenten. In 2016/2017 werd de brug op verzoek van de stichting die de nalatenschap van architect Anton J. Joling beheert, naar hem vernoemd.

## Afbeeldingen

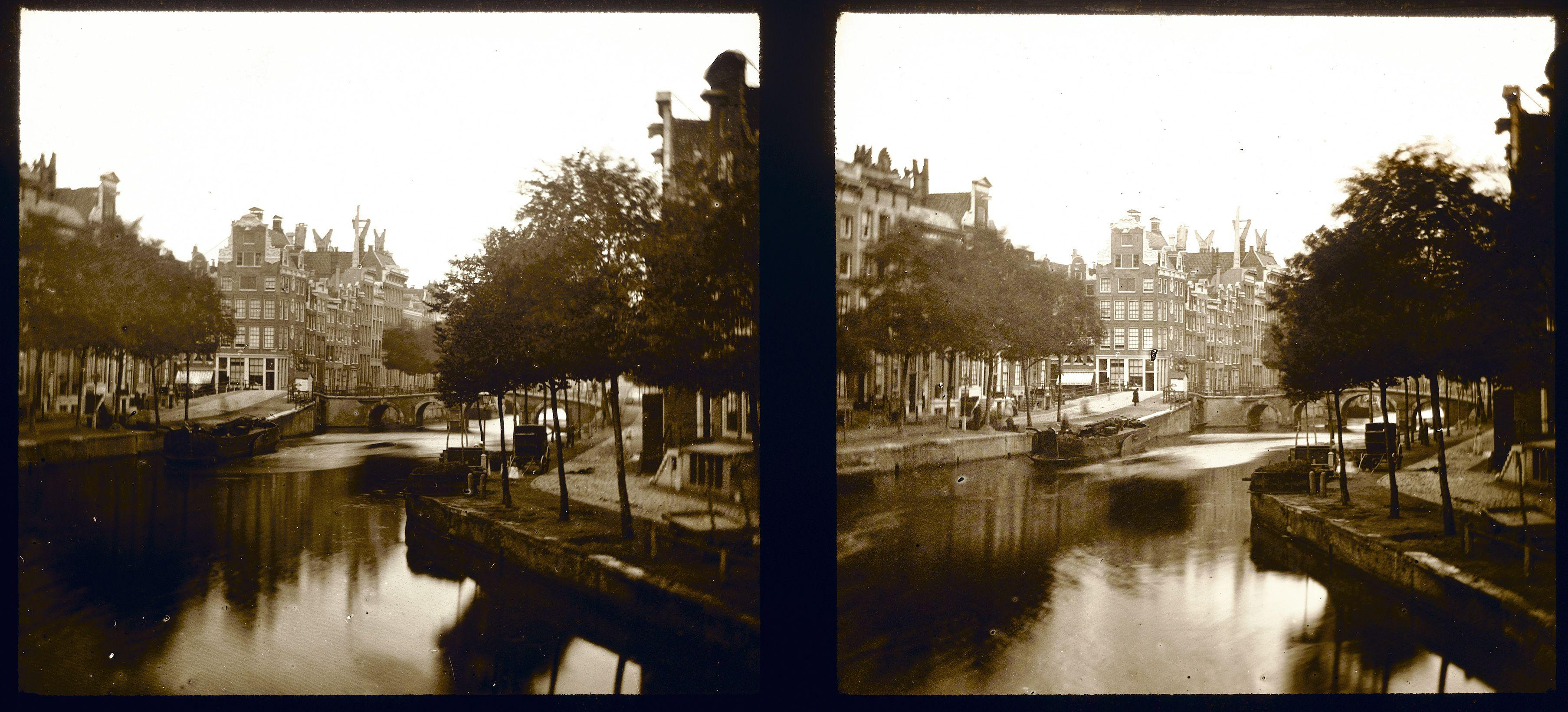
De oude boogbrug, foto van Pieter Oosterhuis
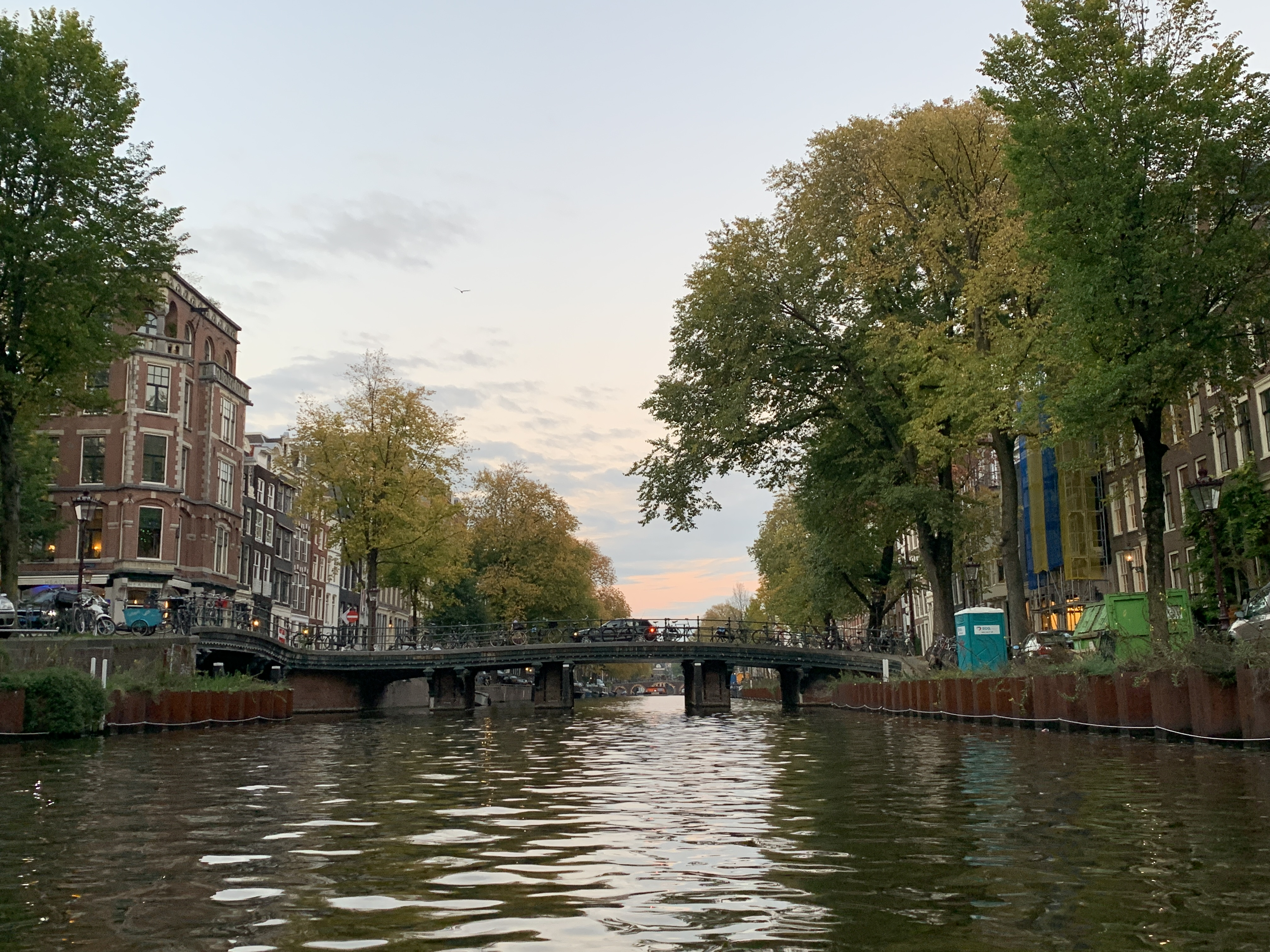
De gezien naar het noorden, met links brug 21. Oktober 2020
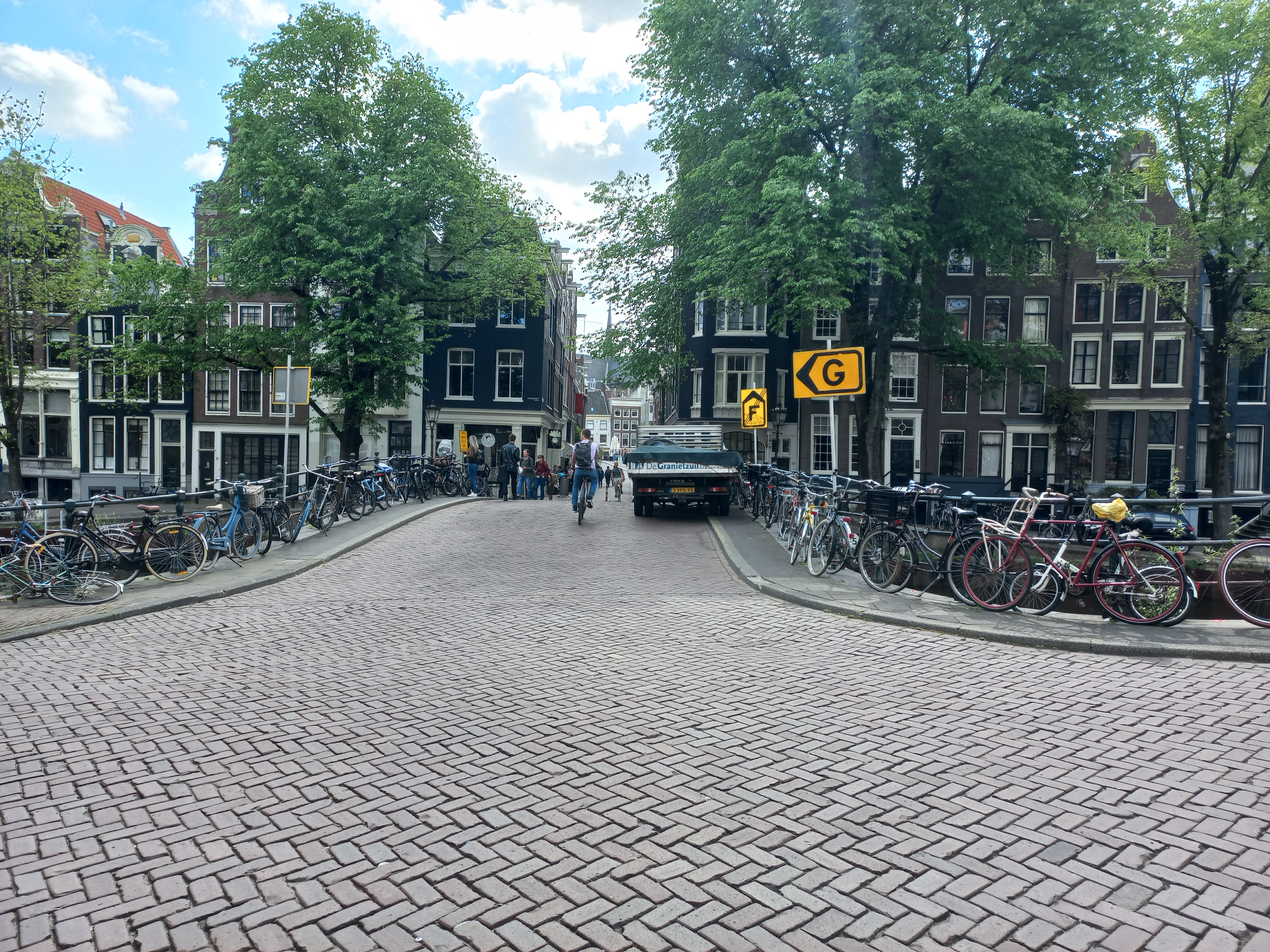
Brug 20 met lichte welving in mei 2022

1 · 2 · 3 · 4 · 5 · 6 · 7 · 8 · 9 · 10 · 11 · 12 · 13 · 14 · 15 · 16 · 17 · 18 · 19 · 20 · 21 · 22 · 23 · 24 · 25 · 26 · 27 · 28 · 29 · 30 · 31 · 32 · 34 · 35 · 36 · 37 · 38 · 39 · 40 · 41 · 42 · 43 · 44 · 45 · 46 · 47 · 48 · 49 · 50 · 51 · 52 · 53 · 54 · 55 · 56 · 57 · 58 · 59 · 60 · 61 · 62 · 63 · 64 · 65 · 66 · 67 · 68 · 69 · 70 · 71 · 72 · 73 · 74 · 75 · 76 · 77 · 78 · 79 · 80 · 81 · 82 · 84 · 85 · 86 · 87 · 88 · 89 · 90 · 91 · 92 · 93 · 94 · 95 · 96 · 97 · 98 · 99 · >>>
Brugnummers 33 en 83 zijn niet (meer) vergeven